# 陈仕章
陈仕章（19世纪—1857年），太平天国将领，清代广西省人。
陈仕章参加金田起义。1854年，陈仕章担任殿左二十九指挥，守安徽巢县。后官至夏官副丞相。1856年春，陈仕章随燕王秦日纲与陈玉成、李秀成等救援镇江，渡过长江北上攻打扬州，转战江浦、浦口。随即南归参加攻破清朝江南大营的战役，围攻江苏丹阳、金坛的战斗，9月驻守句容。被封为迓天侯。1857年，陈仕章领救军援安徽桐城，奉命到江苏溧水解围，兵拜被俘，为清军杀害。